# Étienne Delaune
Pour les articles homonymes, voir Delaune.
Étienne Delaune ou De Laune, né en 1518 ou 1519 à Paris ou Orléans et mort vers 1583 à Strasbourg ou plus vraisemblablement Paris, est un orfèvre, un dessinateur et un graveur français de la Renaissance.

## Biographie

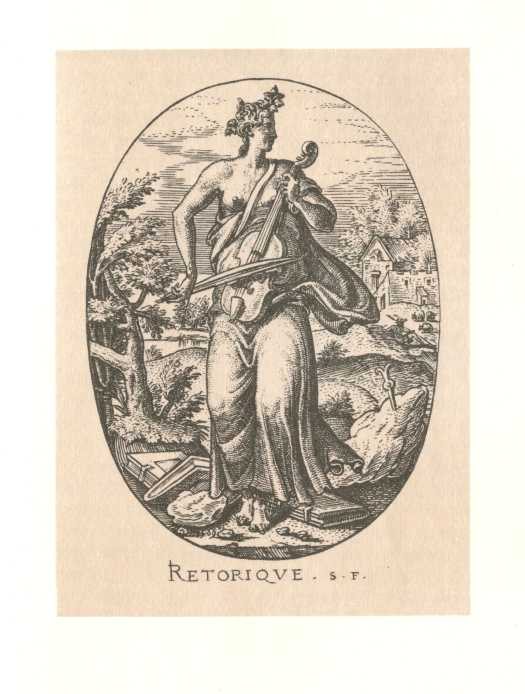
Rhétorique, allégorie gravée par Delaune pour une suite de six portant sur les Sciences, musée des Beaux-Arts de Rennes.

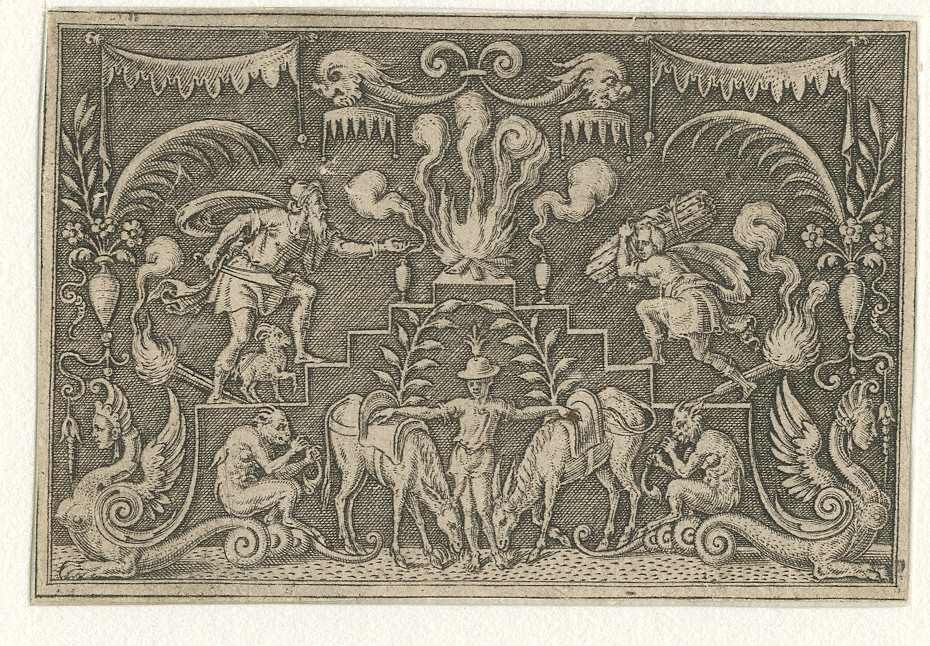
Le Sacrifice d'Abraham (avant 1573), burin, Strasbourg, cabinet des estampes et des dessins.

Selon A. Robert-Dumesnil, cet artiste fut connu en son temps sous le nom de Maître Étienne et en latin Stephanus. Il exerce d'abord et avant tout comme orfèvre, excellant dans l'exécution de médailles, employé par la Monnaie de Paris qui le mentionne sur ses registres en 1555. Son art découle de l'École de Fontainebleau et de certains maîtres italiens comme Raphaël dont il s'affranchit ; par ailleurs, il reçoit peut-être l'enseignement de Benvenuto Cellini lors de son passage à Paris, mais rien n'est sûr. Parmi ses pièces les plus célèbres se trouvent être l'armure et le bouclier d'apparat d'Henri II (1555, Metropolitan Museum of Art).
En tant que dessinateur-graveur, ses premières estampes remontent à 1561. Il s'exerce au burin et maîtrise la taille-douce, selon la technique du pointillé inventée par Giulio Campagnola[réf. nécessaire]. On estime à 444 l’œuvre gravé de l'artiste, parmi lequel certaines réalisation comme David et Goliath s'inspirent de Marcantonio Raimondi, Hans Sebald Beham, Luca Penni ou Rosso Fiorentino.
Il vécut à Paris puis à Strasbourg, à partir de 1573, où il enseigna son art entre autres à Léonard Gaultier et Johann Theodor de Bry. Il est mentionné vivant à Augsbourg en 1576. Il échappa aux massacres de la Saint-Barthélémy, y perdant nombre de ses proches.
Sa dernière œuvre datée indique l'année 1582 et représente un portrait d'Ambroise Paré.
Il a un fils, Jean (1559-?) qui fut comme lui graveur.

## Expositions
- Étienne Delaune, graver pour la Renaissance, Écouen, musée national de la Renaissance, 19 octobre 2019-3 février 2020.